# Massacre de Viale Lazio
Le massacre de Viale Lazio a lieu le 10 décembre 1969 à Palerme en Sicile. 

## Histoire
Un commando mafieux, composé de membres de plusieurs familles, assassine Michele Cavataio, chef du quartier d’Acquasanta, ainsi que quatre autres personnes, dans les bureaux de l’entrepreneur Girolamo Moncada situés au 108 de Viale Lazio.
Cet attentat est motivé par la volonté de mettre fin aux agissements de Cavataio, considéré comme l'un des principaux responsables de la première guerre de la mafia (1962-1963). Selon le repenti Tommaso Buscetta, Cavataio aurait alimenté les tensions entre clans rivaux en orchestrant des attentats et des assassinats pour semer la discorde au sein de Cosa Nostra. Il est également soupçonné de posséder une carte secrète détaillant la structure des familles mafieuses de Palerme, utilisée comme moyen de pression.
Le soir de l’attaque, six mafieux déguisés en agents de la Guardia di Finanza pénètrent dans les bureaux et ouvrent le feu. Parmi les assaillants figurent notamment Bernardo Provenzano et Calogero Bagarella. L’opération met un terme à l'influence de Cavataio au sein de la mafia sicilienne.